# 圣格雷瓜尔迪维耶夫尔
圣格雷瓜尔-迪维耶夫尔（法語：Saint-Grégoire-du-Vièvre，法語發音：[sɛ̃ ɡʁeɡwaʁ dy vjɛvʁ]）是法国厄尔省的一个市镇，位于该省西北部，属于贝尔奈区。

## 地理
圣格雷瓜尔-迪维耶夫尔（49°14'37"N, 0°38'8"E）面积8.97 平方千米，位于法国诺曼底大区厄尔省，该省份为法国北部内陆省份，北起滨海塞纳省，西接奧恩省和卡爾瓦多斯省，南至厄尔-卢瓦省，东临瓦兹省、瓦兹河谷省和伊夫林省。
与圣格雷瓜尔-迪维耶夫尔接壤的市镇（或旧市镇、城区）包括：圣伯努瓦德松布尔、圣皮埃尔代西夫。
圣格雷瓜尔-迪维耶夫尔的时区为UTC+01:00、UTC+02:00（夏令时）。

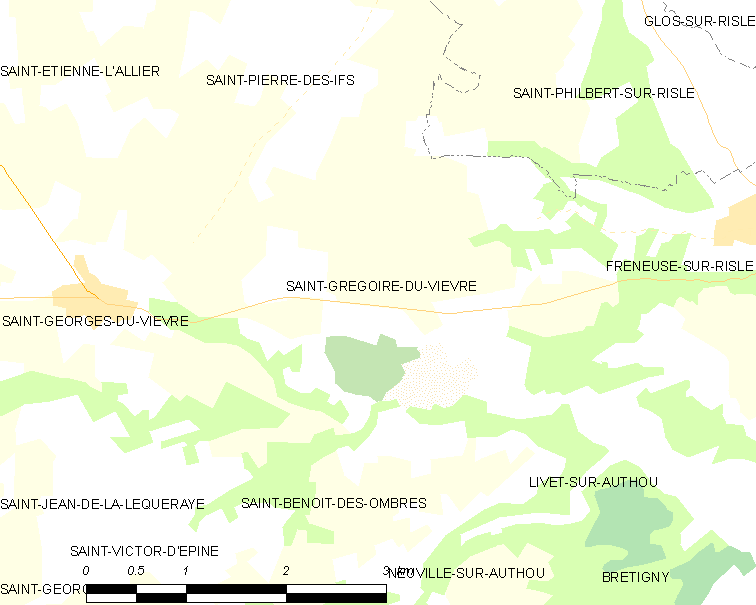
圣格雷瓜尔-迪维耶夫尔的OSM定位图

## 行政
圣格雷瓜尔-迪维耶夫尔的邮政编码为27450，INSEE市镇编码为27550。

## 政治
圣格雷瓜尔-迪维耶夫尔所属的省级选区为伯兹维尔县。

## 人口
圣格雷瓜尔-迪维耶夫尔于2022年1月1日时的人口数量为312人。

1962-2008年间圣格雷瓜尔-迪维耶夫尔人口变化图示